# Коянди (Абайський район)
Коянди́ (каз. Қоянды) — село у складі Абайського району Карагандинської області Казахстану. Входить до складу Дзержинського сільського округу.
Населення — 186 осіб (2021; 252 у 2009, 319 у 1999, 28 у 1989).
Національний склад станом на 1989 рік:
- росіяни — 42 %;
- казахи — 32 %.